# Función generadora de probabilidad

## Definición
Si {\displaystyle X} es una variable aleatoria entonces la función generatriz de probabilidades de {\displaystyle X} se define como la siguiente:
{\displaystyle G_{X}(t)={\text{E}}\left[t^{X}\right]}
para ciertos valores {\displaystyle t} tal que la esperanza exista.
En ocasiones se escribe {\displaystyle G(t)} en lugar de {\displaystyle G_{X}(t)} y se utilizan las letras f.g.p para referirse a la función generatriz de probabilidades.

## Cálculo de la f.g.p.

### Variables aleatorias discretas
Si {\displaystyle X} es una variable aleatoria discreta entonces su función generatriz de probabilidades está dada por:
{\displaystyle G_{X}(t)={\text{E}}\left[t^{X}\right]=\sum \limits _{k=0}^{\infty }t^{k}P(X=k)}
donde {\displaystyle P(X=k)} con {\displaystyle k=0,1,\dots } denota la función de probabilidad.
A partir de lo anterior, no es difícil ver que
{\displaystyle G_{X}(1)=\sum \limits _{k=0}^{\infty }P(X=k)=1}

### Variables aleatorias continuas
Si {\displaystyle X} es una variable aleatoria continua entonces su función generatriz de probabilidades está dada por
{\displaystyle G_{X}(t)={\text{E}}\left[t^{X}\right]=\int _{x\in S}t^{x}f(x)dx}
donde {\displaystyle f(x)} denota la función de densidad y {\displaystyle S} denota el soporte de la variable aleatoria.

## Propiedades
Para una variable aleatoria discreta {\displaystyle X} se pueden obtener las distribuciones de probabilidad {\displaystyle P(X=k)} como
{\displaystyle \displaystyle P(X=k)={\frac {1}{k!}}\left.{\frac {d^{k}G_{X}}{dt^{k}}}\right|_{t=0}}
Si {\displaystyle X} y {\displaystyle Y} son variables aleatorias independientes con f.g.p. {\displaystyle G_{X}(t)} y {\displaystyle G_{Y}(t)} respectivamente entonces 
{\displaystyle G_{X+Y}(t)=G_{X}(t)G_{Y}(t)}.

## f.g.p. para algunas distribuciones discretas
Si {\displaystyle X\sim {\text{Uniforme}}(x_{1},\dots ,x_{n})} entonces 
{\displaystyle G_{X}(t)={\frac {1}{n}}\sum \limits _{i=1}^{n}t^{x_{i}}}.
Si {\displaystyle X\sim {\text{Bernoulli}}(p)} entonces 
{\displaystyle G_{X}(t)=1-p+pt}.
Si {\displaystyle X\sim {\text{Binomial}}(n,p)} entonces 
{\displaystyle G_{X}(t)=(1-p+pt)^{n}}.
Si {\displaystyle X\sim {\text{Geométrica}}(p)} entonces 
{\displaystyle G_{X}(t)={\frac {p}{1-t(1-p)}}}.
Si {\displaystyle X\sim {\text{Poisson}}(\lambda )} entonces 
{\displaystyle G_{X}(t)=e^{-\lambda (1-t)}}.